# Неженка (Южный Парк)
«Неженка» (англ. The Cissy) — третий эпизод восемнадцатого сезона «Южного Парка». Эпизод вышел 8 октября 2014 года на канале Comedy Central в США.

## Сюжет
Картман врет о том, что он транс-женщина, чтобы ходить в женский туалет. Учителя ничего не могут сделать, так как не хотят судебных разбирательств, поэтому они предлагают Эрику сделать отдельный туалет из кладовки.
Журналист музыкального журнала Брендан Карлайл пишет статью о певице Лорд, которая присутствовала на вечеринке мальчиков. Он подозревает, что кто-то выдает себя за неё. Шерон Марш начинает подозревать что, что-то не так с мужем, когда находит женские колготки. Оказывается, что Рэнди Марш — это и есть Лорд.

## Интересные факты
Песню, играющую в конце серии «Lorde — push» на самом деле исполняет певица Сия. Авторы сериала выпустили серию без согласия и одобрения самой певицы Лорд, но в результате пародия очень понравилась ей.